# 権田寛奈
権田 寛奈（ごんだ ひろな、2001年1月11日 - ）は、日本の女子バレーボール選手である。

## 来歴
埼玉県戸田市出身。友達に誘われて中学1年生からバレーボールを始める。
細田学園高等学校を経て、2018/19シーズン、V.LEAGUE DIVISION1 WOMEN（V1女子）に所属する埼玉上尾メディックスの内定選手となった。
2019年、高校卒業後に、埼玉上尾メディックスに入団した。2021/22シーズンにV1女子の試合に出場し、Vリーグデビューを果たした。
2023年、第71回黒鷲旗大会で埼玉上尾の準優勝に貢献し、ベスト6を受賞した。

## 人物
コロナ禍の影響で自身の成人式が中止となったが、祖母に振袖の姿を見てもらうことで親孝行ができ、チームメイトからも祝ってもらい、いい思い出になったと話している。

## 所属チーム
- 戸田市立戸田第二小学校[1]
- 戸田市立喜沢中学校[1]
- 細田学園高等学校（2016-2019年）
- 埼玉上尾メディックス #30 → #18（2019年-）

## 受賞歴
- 2023年 - 第71回黒鷲旗全日本選抜大会 ベスト6

## 個人成績
V.LEAGUEの個人成績は下記の通り。
| 大会        | チーム      | 出場     | 出場        | アタック | アタック | アタック | アタック | バックアタック | バックアタック | バックアタック | バックアタック | アタック 決定本数 | ブロック | ブロック       | サーブ | サーブ         | サーブ   | サーブ | サーブ | サーブ   | サーブレシーブ | サーブレシーブ | サーブレシーブ | サーブレシーブ | 総得点      | 総得点      | 総得点   | 総得点      |
| ----------- | ----------- | -------- | ----------- | -------- | -------- | -------- | -------- | -------------- | -------------- | -------------- | -------------- | ----------------- | -------- | -------------- | ------ | -------------- | -------- | ------ | ------ | -------- | -------------- | -------------- | -------------- | -------------- | ----------- | ----------- | -------- | ----------- |
| 大会        | チーム      | 試 合 数 | セ ッ ト 数 | 打 数    | 得 点    | 失 点    | 決 定 率 | 打 数          | 得 点          | 失 点          | 決 定 率       | セ ッ ト 平 均    | 得 点    | セ ッ ト 平 均 | 打 数  | ノ 丨 タ ッ チ | エ 丨 ス | 失 点  | 効 果  | 効 果 率 | 受 数          | 成 功 ・ 優    | 成 功 ・ 良    | 成 功 率       | ア タ ッ ク | ブ ロ ッ ク | サ 丨 ブ | 得 点 合 計 |
| V1 2021-22  | 埼玉上尾    | 2        | 1           | 1        | 1        | 0        | 100.0    | 0              | 0              | 0              | -              | 1.00              | 0        | -              | 3      | 0              | 0        | 1      | 0      | -8.3     | 0              | 0              | 0              | -              | 1           | 0           | 0        | 1           |
| V1 2020-21  | 埼玉上尾    | 4        | 0           | 0        | 0        | 0        | -        | 0              | 0              | 0              | -              | -                 | 0        | -              | 0      | 0              | 0        | 0      | 0      | -        | 0              | 0              | 0              | -              | 0           | 0           | 0        | 0           |
| 通算：1大会 | 通算：1大会 | 6        | 1           | 1        | 1        | 0        | 100.0    | 0              | 0              | 0              | -              | 1.00              | 0        | -              | 3      | 0              | 0        | 1      | 0      | -8.3     | 0              | 0              | 0              | -              | 1           | 0           | 0        | 1           |

## 出演

### YouTube
埼玉上尾メディックス 
- 【プライドリームス埼玉】権田寛奈選手からのコメント（2019年12年16）
- 春高バレー2020へ出場するみなさんへ応援メッセージ【権田寛奈 選手】（2020年1年4日）
- 埼玉上尾メディックス 選手紹介2020【#18 権田寛奈】（2020年10年1月4日）

 バレーボールと芸人さとゆり 
- 【Vリーグ】プロバレー選手とDIYしたら高クオリティーな作品が完成！！（2021年7年4日）
- 【吉本芸人×Vリーグ】プロバレー選手に質問攻め！（2021年7年11日）